# Ihar Schytau
 Ihar Schytau  (belarussisch Игар Шытаў, russisch Игорь Шитов/Igor Schitow; * 24. Oktober 1986 in Polazk, BSSR, Sowjetunion) ist ein belarussischer ehemaliger Fußballspieler, der zumeist in der Abwehr eingesetzt wurde und von 2009 bis 2011 bei BATE Baryssau in der ersten belarussischen Fußballliga spielte. Schytau spielte zudem für die Nationalmannschaft seines Landes, für die er im Länderspiel gegen Finnland sein erstes Tor erzielte. Das Spiel endete 1:1.
Im August 2011 wechselte der Verteidiger zum Dynamo Moskau. Im Sommer 2016 wurde er vom kasachischen Erstligisten FK Astana verpflichtet.

## Erfolge
Kasachischer Meister: 2016, 2017